# 蘇聯民航103號班機空難
蘇聯民航103號班機空難發生於1957年8月15日，一架編號為CCCP-L1874的伊爾-14執行由莫斯科經里加飛往哥本哈根的SU103號班機，在哥本哈根機場準備降落時撞上一間發電廠的煙囪並墜入哥本哈根南部的海港，機上23人全部遇難。

## 失事班機情況
失事客機是一架1956年製造的伊爾-14P，生產序列號為146000607。涉事班機當時載有18名乘客和5名機組人員，國籍如下：
| 國籍 | 乘客 | 機組 | 合計 |
| ---- | ---- | ---- | ---- |
| 苏联 | 11   | 5    | 16   |
| 西德 | 3    | 0    | 3    |
| 英国 | 2    | 0    | 2    |
| 丹麦 | 1    | 0    | 1    |
| 美国 | 1    | 0    | 1    |
| 合計 | 18   | 5    | 23   |

## 事故經過
班機於當地時間5時40分離開里加機場，飛往哥本哈根。預報中哥本哈根的能見度為10公里，但飛機飛至哥本哈根後，哥本哈根的能見度已降至1700米，飛機隨即於6時17分（丹麥當地時間）飛過哥本哈根機場上空1500米高處。6時30分，飛機飛越一間名為厄斯特德（Ørsted）的發電廠時，右側機翼撞上一個煙囪，飛機隨即墜入哥本哈根南部海港，機上23人全部遇難。